# 长寿镇 (平江县)
长寿镇，中华人民共和国湖南省岳阳市平江县下属的一个镇，位于平江县东部，汨罗江东岸。309省道经过县境。

## 建制沿革
- 1949年，置第三区，后改长寿区；
- 1958年，改置长寿公社；
- 1981年，改置长寿镇；
- 1995年，长寿乡、桂桥乡、邵阳乡并入。

## 行政区划
长寿镇下辖3个居委会与51个行政村：
- 新兴街居委会、东北街居委会、西南街居委会
- 明胜村、新建村、金龙村、大水村、保丰村、富坪村、致富村、郑段村、马西村、太平村、东一村、国付村、下付村、先丰村、九岭村、万丰村、塘口村、洲上村、白园村、大塘村、新港村、楼前村、联升村、将民村、沙联村、毛联村、新联村、扬坳村、阳坪村、道石村、永桂村、泗联村、东风村、湖坪村、扬泗村、汀油村、新湖村、三三村、邵阳村、花园村、丰和村、桂丰村、复建村、坳上村、共和村、光明村、朗溪村、四湾村、飞跃村、姜坳村、新园村